# Войвож (приток Помоза)
Войвож (устар. Вой-Вож) — река в России, течёт по территории Усть-Куломского района Республики Коми. Устье реки находится в 29 км по левому берегу реки Помоз на высоте 141 м над уровнем моря. Длина реки составляет 22 км.

## Данные водного реестра
По данным государственного водного реестра России относится к Двинско-Печорскому бассейновому округу, водохозяйственный участок реки — Вычегда от истока до города Сыктывкар, речной подбассейн реки — Вычегда. Речной бассейн реки — Северная Двина.
Код объекта в государственном водном реестре — 03020200112103000014039.